# Stephan Sieber (Musiker)
Stephan Sieber (* 2. März 1962 in Basel) ist ein Schweizer Musiker und Komponist.

## Leben
Stephan Sieber ist der Sohn des Historikers und Managers Marc Sieber und der Kunsthistorikerin Christine Sieber-Meier, einer Cousine des ungarischen Komponisten András Mihály. Mit zehn Jahren begann er das traditionelle Basler Trommeln zu erlernen, später Percussionsinstrumente und Schlagzeug. Er studierte ab 1981 an der Swiss Jazz School in Bern und später am Berklee College of Music in Boston. Zu seinen Lehrern gehörten Dom Um Romao, Joe Hunt, Tommy Campbell und Gary Burton. In Meisterkursen traf er auf Michael Gibbs, Lennie Niehaus und Ennio Morricone.
Während des Studiums arbeitete er als Bühnenmusiker, 1981 mit Hansjörg Betschart am Basler Jugendtheater, ab 1985 am Off-Broadway. Durch seine Beschäftigung mit szenischer Musik, widmet er sich ab den späten 1980er Jahren fast ausschliesslich der Komposition von Bühnenmusik.
Dafür erhielt er 1993 den Förderpreis der Alexander Clavel-Stiftung, 1994 den Förderpreis des Europäischen Kulturforums, 1995 das Stipendium für choreographische Musikwerke der Schweizerischen Autorenvereinigung.
Nebst seiner Haupttätigkeit als Bühnenmusiker und Komponist pflegt er eine Konzerttätigkeit als Schlagzeuger, so spielte er mit Niki Reiser, Peter Eigenmann, Rhonda Dorsey, Thomas Moeckel, Walter Booker, Carlo Schöb, Junior Cook, ATN Stadwijk. Mit seiner Band „Signs“ veröffentlichte er zwei Alben: 1994 „Signs & Songs“ (David Klein, Niki Reiser, Olivier Truan und Benoit Gabain), 2014 „Her Song“ (Vinx, Imiangaly, Dean Brown, George Whitty, Grégoire Maret, Judd Miller, Ric Fierabracci, Joel Rosenblatt).
Seit 1987 ist er auch als Lehrer für Jazztheorie und Stilkunde an der Jazzschule Basel tätig.